# Paradoxa de Condorcet
La paradoxa de Condorcet, o efecte Condorcet, en realitat és més una qüestió espinosa de la teoria de la decisió o un dilema de la democràcia que no pas una paradoxa lògica.

## Nicolas de Condorcet
L'any 1785, Nicolas de Condorcet publica un dels seus principals treballs: l'Assaig sobre l'aplicació de l'anàlisi de la probabilitat de les decisions sotmeses a la pluralitat de veus. En aquesta obra s'explora la paradoxa de Condorcet, descrita com la possible intransitivitat de la majoria (és a dir, que les preferències col·lectives poden ser circulars, encara que individualment això no passi): en un mateix electorat, i en una mateixa elecció, és possible que una majoria prefereixi A a B, que una altra majoria prefereixi B a C, i que una tercera majoria prefereixi C a A. Així doncs, les decisions preses per una majoria popular seguint aquesta votació seran incoherents en comparació amb les que prendria un individu racional. Condorcet mateix precisa, en les seves obres, com evitar aquesta paradoxa.

## Exemples

### Exemple 1. Les preferències
Suposem un sistema de preferència majoritària amb tres criteris. Les opcions es jutgen tenint en compte aquests tres criteris, i es considera que una opció és millor que l'altra quan és millor en dos criteris.
Considerem els tres objectes següents en un sistema de preferències creixent (la nota més alta és la millor):
{\displaystyle A(1,3,2)}
{\displaystyle B(2,1,3)}
{\displaystyle C(3,2,1)}
Al final:
- {\displaystyle B} és preferit a {\displaystyle A} perquè és millor en els criteris 1 i 3.
- {\displaystyle C} és preferit a {\displaystyle B} perquè és millor en els criteris 1 i 2.
- {\displaystyle A} és preferit a {\displaystyle C} perquè és millor en els criteris 2 i 3.

Així doncs, {\displaystyle B} és preferit a {\displaystyle A}, que al seu torn és preferit a {\displaystyle C}, que alhora és preferit a {\displaystyle B}.

### Exemple 2. El vot
Suposem per exemple una assemblea de seixanta votants que han de triar entre tres proposicions A, B i C. Les preferències es reparteixen de la manera següent (tenint en compte que A > B vol dir que A és preferit a B):
23 votants prefereixen: A > B > C
17 votants prefereixen: B > C > A
2 votants prefereixen: B > A > C
10 votants prefereixen: C > A > B
8 votants prefereixen: C > B > A
Si es fan les comparacions majoritàries per parelles, s'obté que:
33 prefereixen A > B, per 27 que prefereixen B > A
42 prefereixen B > C per 18 que prefereixen C > B
35 prefereixen C > A per 25 que prefereixen A > C
Això condueix a la contradicció interna A > B > C > A.
En un cas com l'anterior, Condorcet proposa eliminar l'opció que ha guanyat amb menys diferència (en aquest cas seria A, perquè A >B ha obtingut el resultat més ajustat) i limitar la disjuntiva a les opcions B i C, que en aquest cas guanyaria B. Tot i així, hi ha altres solucions possibles (vegeu mètode Condorcet#Resolució dels conflictes).
Sovint se cita l'elecció presidencial francesa del 1974 com a exemple de paradoxa Condorcet: en la primera volta, François Mitterrand, Valéry Giscard d'Estaing i Jacques Chaban-Delmas van obtenir respectivament el 43,2, el 32,6 i el 15,1 per cent dels vots. En la segona volta, Giscard d'Estaing va guanyar amb el 50,81% dels vots, tot i que partia en segona posició.

## Polèmica
Contràriament al que diuen certes opinions més o menys esteses (com les d'Elisabeth i Robert Badinter en la seva biografia de Condorcet), aquesta paradoxa només qüestiona la coherència de certs sistemes de vot, i no pas de la democràcia en si mateixa.
S'ha de tenir en compte el teorema d'impossibilitat de la democràcia, enunciat al segle xx, que afirma que el problema és inherent al sistema democràtic, sobre la base d'hipòtesis raonables, i evidentment discutides tenint en compte l'abast del problema.
En el seu assaig, Condorcet exposa també el mètode Condorcet, concebut per simular les eleccions per parelles de candidats, tot i que ell mateix ja fa notar que, a la pràctica, el temps que s'hauria de dedicar a l'escrutini fa que el seu plantejament sigui difícil de dur a terme, si més no en la seva època. Aquesta dificultat en l'aplicació el va conduir a nombroses discussions amb Jean-Charles de Borda en què comparaven els seus mètodes respectius. Avui el mètode Condorcet es fa servir en les activitats que apliquen la mineria de dades.

## Conseqüències
La paradoxa de Condorcet posa de manifest que els sistemes de votació per majories no són independents de l'ordre de les votacions. És a dir, tot i que cada persona té un ordre de preferències ben definit que no canvia amb l'ordre de les votacions, el resultat d'aquestes votacions sí que depèn de l'ordre en què es facin. El teorema d'Arrow ha demostrat que aquesta situació és inevitable en qualsevol forma de votació que respecti alguns criteris ben simples:
- Universalitat (o domini no restringit): la regla de tria social hauria d'establir un ordre de les preferències socials complet per a qualsevol conjunt inicial de preferències individuals (el resultat del vot hauria de poder ordenar entre si totes les preferències i el mecanisme de votació hauria de poder processar tots els conjunts possibles de preferències dels votants).
- No imposició (o sobirania del ciutadà): s'ha de poder arribar a qualsevol preferència social possible a partir d'una conjunció adequada de preferències individuals (s'han de poder obtenir tots els resultats independentment de la manera com s'hi arribi).
- No dictatorialitat: la regla de tria social no ha de seguir simplement l'ordre de les preferències d'un individu o d'un grup d'individus, ignorant les preferències dels altres.
- Monotonia, o associació positiva entre els valors individuals i socials: si un individu modifica el mateix ordre de preferències promovent una opció determinada, la regla de tria social ha d'afavorir aquesta opció o continuar sense canvis, però no pot assignar a aquesta opció una preferència menor (cap individu hauria de perjudicar una opció tot i assignar-li una preferència major).
- Independència de les alternatives irrellevants: si la nostra atenció es restringeix a un cert nombre d'opcions i els apliquem la regla de tria social, el resultat ha de ser compatible amb el cas en què la regla de tria social s'aplica a tot el conjunt d'alternatives possibles.